# Trioxidano
Trioxidano, trióxido de hidrogênio ou trióxido de di-hidrogênio é uma molécula instável de fórmula química H2O3 ou HOOOH. Em solução aquosa trioxidano se decompõe em água e oxigênio singlete:
A reação reversa, a adição de oxigênio singlete à água, tipicamente não ocorre devido à escassez do oxigênio singlete. Em síntese biológica, porém, sabe-se que ozônio é gerado a partir de oxigênio singlete, e o mecanismo presumido é uma produção de trioxidano catalisada por anticorpos.

## Preparação
Trioxidano pode ser obtido em quantidades pequenas, porém detectáveis, pela reação entre ozônio e peróxido de hidrogênio, ou pela dissociação elétrica da água. Quantidades maiores foram preparadas a partir de ozônio com agentes redutores orgânicos à baixas temperaturas em variados solventes, também é formado pela decomposição de hidrotrióxidos orgânicos (ROOOH).
A reação de ozônio com peróxido de hidrogênio é conhecido como "processo peroxone", essa mistura já foi usada para tratamento de águas subterrâneas contaminadas com compostos orgânicos. Essa reação produz H2O3 e H2O5.

## Estrutura
Análise espectroscópica mostra que essa molécula apresenta estrutura linear torcida H-O-O-O-H, e as ligações oxigênio-oxigênio são mais curtas que a do peróxido de hidrogênio. Várias formas diméricas e triméricas também parecem existir. É um pouco mais acídico que o peróxido de hidrogênio,dissociando-se em:H+ e OOOH-.

## Reações
Trioxidano se decompõe prontamente em água e oxigênio singlete. Com uma meia vida de aproximadamente 16 minutos em solventes orgânicos À temperatura ambiente, e apenas alguns milissegundos em água. Reage com sulfetos orgânicos para formar sulfóxidos, porém, pouco se sabe sobre sua reatividade.
Pesquisas recentes mostram que trioxidano é o ingrediente ativo responsável pelo efeito microbicida de uma mistura de peróxido de hidrogênio e ozônio. Por esses dois compostos estarem presentes em sistemas biológicos, se discute que anticorpos no corpo humano podem gerar esse poderoso oxidante para combater bactérias invasoras. A fonte do composto em sistemas biológicos é a reação entre oxigênio singlete e água (a reação procede em ambas as direções, é claro, de acordo com as concentrações), sendo o oxigênio singlete produzido por células do sistema imunológico.
Em 2005 trioxidano foi observado experimentalmente por espectroscopia de micro-ondas em um jato supersônico. A molécula existe em uma conformação trans, com as ligações oxigênio-oxigênio com 142,8 picômetros de comprimento comparado a 146,4 picômetros no peróxido de hidrogênio. A química computacional prediz que moléculas com cadeias maiores de oxigênio podem existir. Com essas evidências espectroscópicas, pode ser iniciada uma procura por esse tipo de molécula no espaço interestelar.